# 서울연애
"서울연애"는 2014년에 개봉한 대한민국의 영화이다.

## 캐스팅
- 고현 : 종수 역
- 박주희 : 영주 역
- 구교환 : 기철 / 교환 역
- 이채은 : 민하 역
- 류혜영 : 지혜 역
- 여수아 : 윤 역
- 조현철 : 철 / 병구 역
- 윤박 : 상원 역
- 김수아 : 문주 역
- 김민재 : 요리사 역
- 이민지 : 민지 역
- 문지홍 : 지홍 역
- 임지연 : 골목 소녀 역
- 박진수 : AS 기사 역
- 박종환 : 관장 역
- 김동환 : 동환 역
- 박수진 : 상가 알바 역
- 김예원 : 전남 고흥 역